# هاینتس هشنبرگر
هاینتس هشنبرگر (آلمانی: Heinz Hechenberger؛ زادهٔ ۹ فوریهٔ ۱۹۶۳) دوچرخه‌سوار اهل اتریش است. وی در مسابقات ملی دوچرخه‌سواری جاده اتریش در سال ۱۹۹۰ قهرمان شده است.